# Герой (фильм, 2002)
«Геро́й» (кит. 英雄) — исторический фильм режиссёра Чжан Имоу, снятый в 2002 году. Продолжительность — 93 минуты (существует расширенная версия продолжительностью 107 мин.). Фильм сочетает исторический сеттинг с демонстрацией фантастических боевых искусств в духе уся и сюжетом триллера с ненадёжным рассказчиком.

## Сюжет
Фильм состоит из трёх сегментов и обрамляющего повествования. Герой «Безымянный» (無名 Умин) прибывает ко двору правителя (вана) земли Цинь, будущего императора Цинь Шихуанди. Ему вручают награды за убийство трёх врагов императора: Неба (в оригинале Длинное Небо — 長空 Чан Кун), Сломанного Меча (殘劍 Цань Цзянь) и Летящего Снега (飛雪 Фэй Сюэ). Он рассказывает императору, как именно всё произошло. Каждая новелла показана в своем цвете.
Новелла 1. Цвет — красный — ложь.
Безымянный находит Небо, когда тот играет в вэйци. Он вызывает его на бой и убивает. Их поединок частично происходит «в чертогах разума» (альтернативные варианты перевода — «в воображении», «в сознании»).
Затем он отправляется в школу каллиграфии, где Сломанный Меч под именем Высокая Скала изучал каллиграфию. Он просит Сломанный Меч написать иероглиф 劍 «меч» двадцатым способом.
Безымянный: — Искусство каллиграфии как и искусство владения мечом берут начало в силе тела и духа. Двадцатый способ написания выявил бы самую суть его искусства владения мечом.
Во время написания иероглифа армия Цинь нападает на город. Лучники начинают обстреливать город. Летящий Снег поднимается на крышу отбивать стрелы, и Безымянный ей помогает. Сломанный Меч создает иероглиф, вдохновляясь их действиями.
Ночью Безымянный медитирует. Ему не удаётся проникнуть в суть каллиграфии Сломанного Меча. На следующий день он сообщает Сломанному Мечу про убийство Неба и сообщает о связи Неба с Летящим Снегом. Из ревности Сломанный Меч изменяет Летящему Снегу со своей юной ученицей, и в припадке ярости Летящий Снег его убивает. В следующем поединке она расправляется и с ученицей Сломанного Меча, жаждавшей мести за наставника. На следующий день в присутствии множества свидетелей подавленная Летящий Снег является на поединок с Безымянным, и тот убивает её.
Император не верит в рассказанную историю.
Император: — Кажется, ты посеял между ними раздор? В таком случае они просто слабы и эгоистичны. <…> Три года назад они решили взять дворец штурмом. Это был героический поступок. Доблестный и отважный. Это не могли сделать слабые и эгоистичные люди. Поэтому история влюблённости Летящего Снега и Неба — ложь. То, что они предали друг друга — ложь. И твой рассказ тоже — ложь.
Новелла 2. Цвет — голубой — заблуждение.
Император рассказывает свою версию событий. Из побуждений самопожертвования Небо позволяет Безымянному убить его. Безымянный посещает Сломанный Меч и Летящий Снег и предлагает им отдать свои жизни, дабы он получил шанс попасть на приём к императору и нанёс ему смертельный удар. На следующий день Летящий Снег ранит Сломанный Меч, чтобы тот не погиб, и сама является на поединок, где позволяет Безымянному убить себя. Важным моментом является наличие свидетелей смерти Неба и Летящего Снега — в том и другом случае это были солдаты Цинь, подтвердившие гибель заговорщиков.
Тогда Безымянный рассказывает, как всё было на самом деле.
Новелла 3. Цвет — белый — истина.
Безымянный является к Сломанному Мечу и Летящему Снегу и рассказывает, что нанёс Небу рану, имитирующую смерть. Искусство фехтования Безымянного столь отточено, что своим мечом он способен поразить любую точку на теле соперника, в том числе и такие, которые погрузят его в кому, не принося смерти. Он предлагает Летящему Снегу и Сломанном Мечу поступить по примеру Неба и изобразить поединок и смерть. Но Сломанный Меч отказывается от предложения. Он собирается помешать планам убийства императора, и Летящий Снег ранит его. После этого Летящий Снег приходит в лагерь Цинь, и Безымянный имитирует её убийство.
По пути к императору его встречает Сломанный Меч. Он рассказывает, как встретил Летящий Снег и как стал готовиться убить императора. Для совершенствования духа они стали заниматься каллиграфией, и постепенно он «начал постигать более высокие идеалы». Он решает, что императора нельзя убивать. Объясняя свою позицию, он рисует на песке мечом два иероглифа: 天下 тянься (в фильме иероглифы не показаны).

Буквальное значение: «Небо» и «Под». В русском переводе «Всё под небесами» (или «Всё под одним небом»). В американском переводе «Our land». Однако, слово Тянься можно понимать и как «Поднебесная» и даже как «Китай». Сломанный Меч имеет в виду, что император должен жить во имя объединения Поднебесной. «Лишь император Цинь может положить конец хаосу, объединив всех под небесами».

Сломанный меч удаляется, оставляя Безымянному выбор — уничтожить правителя или обуздать свою ненависть ради чего-то большего. Император поражен рассказом: «Даже мои слуги считают меня всего лишь жестоким тираном. Понять же мои цели и побуждения смог лишь тот, кого я считал своим врагом…» Испытывая волю Безымянного, он отдаёт последнему свой меч и поворачивается к нему спиной и лицом к иероглифу «меч» в исполнении Сломанного Меча. Он смотрит на иероглиф и осознает смысл, который вложил в него Сломанный Меч.
— Этот иероглиф, в нём не просто техника поединка. В нём заключены истинные идеалы воина. Первый идеал — это единение человека и его меча. Второй идеал — когда меч в сердце воина. Третий идеал — отсутствие меча в руке и в сердце.
Безымянный понимает и принимает грёзы Цинь Ши-хуанди, и, ставя свои интересы ниже интересов родины, он прекрасно понимает какое «вознаграждение» его ожидает и готов отдать жизнь за будущее объединение Поднебесной…
Безымянный решает не убивать императора и покидает дворец. Пока Безымянный идёт к воротам дворца, Императора мучают сомнения — отпустить наёмного убийцу (лишь второго человека, понявшего смысл и цель многолетней войны), либо же поступить по закону и казнить нарушителя… «Лишь соблюдая закон можно объединить Всё Под Небесами!» — кричат Императору сотни министров и лакеев. Правитель даёт отмашку, и в тот же миг сотни стрел пронзают застывшего у ворот Безымянного. Безымянного хоронят с почестями как Героя.

## Этика «Героя»
Хотя официальной идеологией царства Цинь и империи, образованной под его главенством, был легизм, фильм иллюстрирует этику конфуцианства:
- Благодарность. «Ты избавил меня от великой опасности, чем я могу возблагодарить тебя?» (Император)
- Справедливость и долг. «Я служил ради пользы государства» (Безымянный); «Подвиги должны вознаграждаться» (Император)
- Мудрость. «Ваше Величество мудры» (Безымянный)
- Сыновняя почтительность. Исполнение предсмертного желания отца.
- Верность.
- Доблесть.
- Достоинство.

Фильм снабжён красочными флешбэками хореографических поединков на мечах и размышлениями о чести, справедливости и тождестве музыки, каллиграфии и фехтования.

## В ролях
| Актёр       | Роль          |
| ----------- | ------------- |
| Джет Ли     | Безымянный    |
| Тони Люн    | Сломанный Меч |
| Мэгги Чун   | Летящий Снег  |
| Чжан Цзыи   | Луна          |
| Чэнь Даомин | Владыка Цинь  |
| Донни Йен   | Небо          |

## Съёмочная группа
- Режиссёр: Чжан Имоу
- Сценаристы: Чжан Имоу, Ли Фэн, Ван Бинь
- Оператор: Кристофер Дойл
- Композитор: Тань Дунь

## Награды и номинации
- 2003 — премия Alfred Bauer Award и номинация на премию «Золотой медведь» на 53-м Берлинском кинофестивале
- 2003 — номинация на премию «Оскар» за лучший фильм на иностранном языке
- 2003 — номинация на премию «Золотой глобус» за лучший фильм на иностранном языке